# Ömer Topuz
Ömer Topuz (* 17. September 1939 in Çankırı; † 5. Oktober 2012 in Ankara) war ein türkischer Ringer. Er war 1969 Europameister im griechisch-römischen Stil im Schwergewicht.

## Werdegang
Ömer Topuz trat im Alter von 18 Jahren in die Polizei ein und begann dort bei Emniyet Spor Kulübünde Ankara, einem Polizeisport-Verein, mit dem Ringen. Obwohl er also erst mit 18 Jahren mit dem Ringen begann, schaffte er es binnen weniger Jahre in die türkische und in die erweiterte Weltspitze der Ringer vorzustoßen. Im Regelfall beginnen Spitzenringer schon im Alter zwischen fünf und zehn Jahren mit dem Ringen und besitzen deshalb bei Eintritt in das Seniorenalter schon das nötige technische Rüstzeug für eine internationale Karriere.
Ömer Topuz, der in beiden Stilarten, griechisch-römischer Stil und freier Stil, auf die Matte ging, hatte seine verhältnismäßig schnellen Fortschritte mit Sicherheit auch seinen Trainern Hamit Balamir, Celal Atik, Yaşar Doğu und Nasuh Akar zu verdanken.
Seine internationale Karriere begann Ömer Topuz erst im Alter von 27 Jahren. Seine schärfsten Rivalen waren der vielfache Welt- und Europameister Ahmet Ayık, aber auch Kazım Yıldırım, Gürbüz Lü und Gıyasettin Yılmaz.
Im Jahre 1969 wurde Omar Topuz bei der Europameisterschaft im griech.-röm. Stil in Modena Europameister im Superschwergewicht. Dazu genügten ihm Siege über Walter Kleemann aus Dänemark und Arne Robertsson aus Schweden sowie ein Unentschieden gegen Giuseppe Marcucci aus Italien. Im gleichen Jahr startete er auch bei der Europameisterschaft im freien Stil in Sofia und belegte dort im Schwergewicht nach Siegen über Wieslaw Bochenski aus Polen und Enache Panait aus Rumänien, einem Unentschieden gegen Wilfried Dietrich aus Deutschland und einer Niederlage gegen Schota Lomidse aus der Sowjetunion den dritten Platz.
In den Jahren 1970 bis 1975 startete er noch bei einigen weiteren Welt- und Europameisterschaften, konnte sich aber nicht mehr in den Medaillenrängen platzieren. Das bemerkenswerteste Einzelresultat, das er dabei erzielte, war ein Unentschieden gegen den vielfachen Weltmeister Alexandar Tomow aus Bulgarien bei der Weltmeisterschaft 1970 in Edmonton im griechisch-römischen Stil.

## Internationale Erfolge
| Jahr | Platz | Wettbewerb                          | Stil | Gewichtsklasse | |
| 1966 | 4.    | Balkan-Meisterschaften in Ljubljana | GR   | Schwer         | hinter Donew, Bulgarien, Nicolae Martinescu, Rumänien u. Miodrag Čitaković, Jugoslawien                                                                                       |
| 1967 | 1.    | Mittelmeer-Spiele in Tunis          | GR   | Halbschwer     | vor Josip Čorak, Jugoslawien u. Vito Loiacono, Italien |
| 1967 | 11.   | WM in Bukarest                      | GR   | Halbschwer     | mit einem Sieg über Caj Malmberg, Schweden u. Niederlagen gegen Bojan Radew, Bulgarien u. Nicolae Martinescu                                                                  |
| 1968 | 12.   | EM in Skoplje                       | F    | Schwer         | nach Niederlagen gegen Alexander Medwedew, UdSSR u. Osman Duraliew, Bulgarien                                                                                                 |
| 1969 | 1.    | EM in Modena                        | GR   | Superschwer    | mit Siegen über Walter Kleemann, Dänemark u. Arne Robertsson, Schweden u. einem Unentschieden gegen Giuseppe Marcucci, Italien                                                |
| 1969 | 3.    | EM in Sofia                         | F    | Superschwer    | mit Siegen über Wieslaw Bochenski, Polen u. Enache Panait, Rumänien, einem Unentschieden gegen Wilfried Dietrich, Deutschland u. einer Niederlage gegen Schota Lomidse, UdSSR |
| 1970 | 5.    | EM in Berlin                        | GR   | Superschwer    | mit einem Sieg über Franz Labjon, DDR, einem Unentschieden gegen Ištvan Semeredi, Jugoslawien u. Niederlagen gegen Anatoli Kotschnew, UdSSR u. Edward Wojda, Polen            |
| 1970 | 5.    | WM in Edmonton                      | F    | Superschwer    | mit Siegen über Niamsuren Purevsuren, Mongolei, Moslem Eskandar-Filabi, Iran u. Ištvan Semeredi u. einer Niederlage gegen Gregory Wojciechowski, USA                          |
| 1970 | 8.    | WM in Edmonton                      | GR   | Superschwer    | mit einem Unentschieden gegen Alexandar Tomow u. einer Niederlage gegen Anatoli Roschtschin, UdSSR                                                                            |
| 1971 | 1.    | Mittelmeer-Spiele in Izmir          | GR   | Superschwer    | vor Lofti Ameira, Ägypten u. Giuseppe Marcuci |
| 1971 | 7.    | WM in Sofia                         | GR   | Superschwer    | mit einem Sieg über Tomomi Tsuruta, Japan u. Niederlagen gegen Alexandar Tomow u. Anatoli Roschtschin                                                                         |
| 1972 | 9.    | EM in Kattowitz                     | GR   | Superschwer    | nach Niederlagen gegen Petr Kment, ČSSR u. Victor Dolipschi, Rumänien |
| 1973 | 5.    | WM in Helsinki                      | GR   | Superschwer    | mit einem Sieg über Roland Svensson, Schweden, Unentschieden gegen Ištvan Semeredi u. Victor Dolipschi u. einer Niederlage gegen Marek Galinski, Polen                        |
| 1973 | 6.    | WM in Teheran                       | GR   | Superschwer    | mit einem Sieg über Jamshid Noushad, Iran u. Niederlagen gegen Alexandar Tomow u. József Csatari, Ungarn                                                                      |
| 1974 | 5.    | EM in Madrid                        | GR   | Superschwer    | mit Siegen über Ebbe Thorup, Dänemark u. Karl-Heinz Gerdsmeier, BRD u. einer Niederlage gegen Alexandar Tomow                                                                 |
| 1974 | 7.    | WM in Kattowitz                     | GR   | Superschwer    | nach einer Niederlage gegen Roman Codreanu, Rumänien und einer Disqualifikation im Kampf gegen Lorenz Hecher, BRD (beide Ringer wg. Passivität disqualifiziert)               |
| 1975 | 1.    | Mittelmeer-Spiele in Algier         | GR   | Superschwer    | vor Dandji, Jugoslawien u. Hassan Ali Bechara, Libanon |
| 1975 | 6.    | EM in Ludwigshafen am Rhein         | GR   | Superschwer    | mit einem Sieg über Lorenz Hecher u. Niederlagen gegen Zygmunt Andrecki, Polen u. Roman Codreanu                                                                              |

Anm.:

WM: Weltmeisterschaft
EM: Europameisterschaft

GR: griechisch-römischer Stil
F: Freistil

Halbschwergewicht: bis 1968 über 97 kg

Schwergewicht: bis 1968 über 97 kg

Superschwergewicht: ab 1969 über 100 kg

## Belege
1. ↑  Şampiyon son yolculuğuna uğurlandı, türkisch, abgerufen am 10. November 2012

| Personendaten    | Personendaten      |
| ---------------- | ------------------ |
| NAME             | Topuz, Ömer        |
| KURZBESCHREIBUNG | türkischer Ringer  |
| GEBURTSDATUM     | 17. September 1939 |
| GEBURTSORT       | Çankırı            |
| STERBEDATUM      | 5. Oktober 2012    |
| STERBEORT        | Ankara             |